# (31622) 1999 GL19
1999 GL19 (asteroide 31622) é um asteroide da cintura principal. Possui uma excentricidade de 0.04496500 e uma inclinação de 6.35326º.
Este asteroide foi descoberto no dia 15 de abril de 1999 por LINEAR em Socorro.